# Valkeinen (sjö i Idensalmi, Norra Savolax)
Valkeinen är en sjö i kommunen Idensalmi i landskapet Norra Savolax i Finland. Sjön ligger 102 meter över havet. Den är 7,58 meter djup. Arean är 54 hektar och strandlinjen är 3,4 kilometer lång. Sjön  ingår i Vuoksens huvudavrinningsområde.   Den ligger omkring 82 kilometer norr om Kuopio och omkring 400 kilometer norr om Helsingfors. 